# La Neuville-Bosmont
La Neuville-Bosmont település Franciaországban, Aisne megyében. Lakosainak száma 187 fő (2022. január 1.). La Neuville-Bosmont Autremencourt, Bosmont-sur-Serre, Cilly, Cuirieux, Goudelancourt-lès-Pierrepont, Montigny-sous-Marle és Saint-Pierremont községekkel határos.

## Népesség
A település népességének változása:
| Lakosok száma | 239  | 158  | 169  | 186  | 197  | 195  | 187  | 187  | 187  | 187  |
|               | 1968 | 1982 | 1990 | 2006 | 2013 | 2015 | 2017 | 2019 | 2020 | 2022 |